# Lista de ministros-chefe do Gabinete de Segurança Institucional do Brasil
Esta é uma lista de ministros do Gabinete de Segurança Institucional da Presidência da República do Brasil.

## Era Vargas(2.ªe3.ªRepúblicas)
| Nº | Foto                    | Nome                             | Órgão                              | Início                 | Fim                    | Presidente     |
| -- | ----------------------- | -------------------------------- | ---------------------------------- | ---------------------- | ---------------------- | -------------- |
| 1  |                         | Francisco Ramos de Andrade Neves | Estado-Maior do Governo Provisório | 1 de novembro de 1930  | 1 de janeiro de 1931   | Getúlio Vargas |
| 2  |                         | Raul Tavares                     | Estado-Maior do Governo Provisório | 1 de janeiro de 1931   | 1 de maio de 1931      | Getúlio Vargas |
| 3  |                         | João Ferreira Johnson            | Estado-Maior do Governo Provisório | 1 de maio de 1931      | 1 de novembro de 1932  | Getúlio Vargas |
| 4  |                         | Pantaleão da Silva Pessoa        | Estado-Maior do Governo Provisório | 1 de novembro de 1932  | 1 de julho de 1934     | Getúlio Vargas |
| 4  | Estado-Maior do Governo | Pantaleão da Silva Pessoa        | 1 de julho de 1934                 | 1 de maio de 1935      |                        | Getúlio Vargas |
| 5  | Estado-Maior do Governo |                                  | Newton de Andrade Cavalcanti       | 1 de maio de 1935      | 20 de julho de 1935    | Getúlio Vargas |
| 6  | Estado-Maior do Governo |                                  | Francisco José Pinto               | 1 de julho de 1935     | 1 de novembro de 1938  | Getúlio Vargas |
| 6  |                         | Francisco José Pinto             | Gabinete Militar                   | 1 de dezembro de 1938  | 18 de setembro de 1942 | Getúlio Vargas |
| 7  |                         | Firmo Freire do Nascimento       | Gabinete Militar                   | 18 de setembro de 1942 | 18 de outubro de 1945  | Getúlio Vargas |
| 8  |                         | Francisco Gil Castelo Branco     | Gabinete Militar                   | 30 de outubro de 1945  | 31 de janeiro de 1946  | José Linhares  |

## Período Populista(4.ª República)
| Nº | Foto | Nome                             | Órgão           | Início                 | Fim                    | Presidente           |
| -- | ---- | -------------------------------- | --------------- | ---------------------- | ---------------------- | -------------------- |
| 9  |      | Álcio Souto                      | Gabinete Milita | 31 de janeiro de 1946  | 13 de setembro de 1948 | Eurico Gaspar Dutra  |
| 10 |      | João Valdetaro de Amorim e Mello | Gabinete Milita | 13 de setembro de 1948 | 4 de abril de 1950     | Eurico Gaspar Dutra  |
| 11 |      | Newton de Andrade Cavalcanti     | Gabinete Milita | 4 de abril de 1950     | 30 de janeiro de 1951  | Eurico Gaspar Dutra  |
| 12 |      | Ciro do Espírito Santo Cardoso   | Gabinete Milita | 31 de janeiro de 1951  | 31 de março de 1952    | Getúlio Vargas       |
| 13 |      | Aguinaldo Caiado de Castro       | Gabinete Milita | 10 de abril de 1952    | 24 de agosto de 1954   | Getúlio Vargas       |
| 14 |      | Juarez Távora                    | Gabinete Milita | 24 de agosto de 1954   | 14 de abril de 1955    | Café Filho           |
| 15 |      | José Bina Machado                | Gabinete Milita | 14 de maio de 1955     | 15 de outubro de 1955  | Café Filho           |
| 16 |      | Floriano de Lima Brayner         | Gabinete Milita | 11 de novembro de 1955 | 31 de janeiro de 1956  | Nereu Ramos          |
| 17 |      | Nélson de Melo                   | Gabinete Milita | 31 de janeiro de 1956  | 5 de agosto de 1960    | Juscelino Kubitschek |
| 18 |      | Benjamin Macedo Costa            | Gabinete Milita | 5 de agosto de 1960    | 5 de agosto de 1960    | Juscelino Kubitschek |
| 19 |      | Waldemar Pio dos Santos          | Gabinete Milita | 6 de agosto de 1960    | 31 de janeiro de 1961  | Juscelino Kubitschek |
| 20 |      | Pedro Geraldo de Almeida         | Gabinete Milita | 31 de janeiro de 1961  | 25 de agosto de 1961   | Jânio Quadros        |
| 21 |      | Ernesto Geisel                   | Gabinete Milita | 25 de agosto de 1961   | 8 de setembro de 1961  | Ranieri Mazzilli     |
| 22 |      | Amaury Kruel                     | Gabinete Milita | 9 de setembro de 1961  | 19 de setembro de 1961 | João Goulart         |
| 23 |      | Aurélio de Lira Tavares          | Gabinete Milita | 19 de setembro de 1961 | 12 de julho de 1962    | João Goulart         |
| 24 |      | Amaury Kruel                     | Gabinete Milita | 12 de julho de 1962    | 18 de setembro de 1962 | João Goulart         |
| 25 |      | Albino Silva                     | Gabinete Milita | 18 de setembro de 1962 | 12 de junho de 1963    | João Goulart         |
| 26 |      | Aurélio de Lira Tavares          | Gabinete Milita | 12 de junho de 1963    | 18 de outubro de 1963  | João Goulart         |
| 27 |      | Argemiro de Assis Brasil         | Gabinete Milita | 18 de outubro de 1963  | 31 de março de 1964    | João Goulart         |

## Ditadura militar(5.ª República)
| Nº | Foto                 | Nome                     | Órgão            | Início                | Fim                              | Presidente               |
| -- | -------------------- | ------------------------ | ---------------- | --------------------- | -------------------------------- | ------------------------ |
| 28 |                      | André Fernandes de Sousa | Gabinete Militar | 2 de abril de 1964    | 15 de abril de 1964              | Ranieri Mazzilli         |
| 29 |                      | Ernesto Geisel           | Gabinete Militar | 15 de abril de 1964   | 15 de março de 1967              | Castelo Branco           |
| 30 |                      | Jaime Portela de Melo    | Gabinete Militar | 17 de março de 1967   | 31 de agosto de 1969             | Costa e Silva            |
| 30 | 31 de agosto de 1969 | Jaime Portela de Melo    | Gabinete Militar | 30 de outubro de 1969 | Junta militar brasileira de 1969 |                          |
| 31 |                      | João Figueiredo          | Gabinete Militar | 30 de outubro de 1969 | 15 de março de 1974              | Emílio Garrastazu Médici |
| 32 |                      | Hugo de Abreu            | Gabinete Militar | 15 de março de 1974   | 4 de janeiro de 1978             | Ernesto Geisel           |
| 33 |                      | Gustavo Moraes Rego Reis | Gabinete Militar | 6 de janeiro de 1978  | 15 de março de 1979              | Ernesto Geisel           |
| 34 |                      | Danilo Venturini         | Gabinete Militar | 15 de março de 1979   | 24 de agosto de 1982             | João Figueiredo          |
| 35 |                      | Rubem Carlos Ludwig      | Gabinete Militar | 24 de agosto de 1982  | 15 de março de 1985              | João Figueiredo          |

## Nova República(6.ª República)
| Nº | Foto                                | Nome                            | Órgão                               | Início                 | Fim                    | Presidente                |
| -- | ----------------------------------- | ------------------------------- | ----------------------------------- | ---------------------- | ---------------------- | ------------------------- |
| 36 |                                     | Rubens Bayma Denys              | Gabinete Militar                    | 15 de março de 1985    | 15 de março de 1990    | José Sarney               |
| 37 |                                     | Agenor de Carvalho              | Gabinete Militar                    | 15 de março de 1990    | 2 de outubro de 1992   | Fernando Collor de Mello  |
| 38 |                                     | Fernando Cardoso                | Casa Militar                        | 5 de outubro de 1992   | 31 de dezembro de 1994 | Itamar Franco             |
| 39 |                                     | Alberto Mendes Cardoso          | Casa Militar                        | 1 de janeiro de 1995   | 24 de setembro de 1999 | Fernando Henrique Cardoso |
| 39 | Gabinete de Segurança Institucional | Alberto Mendes Cardoso          | 24 de setembro de 1999              | 31 de dezembro de 2002 |                        | Fernando Henrique Cardoso |
| 40 | Gabinete de Segurança Institucional |                                 | Jorge Armando Felix                 | 1 de janeiro de 2003   | 31 de dezembro de 2010 | Luiz Inácio Lula da Silva |
| 41 | Gabinete de Segurança Institucional |                                 | José Elito Carvalho Siqueira        | 1 de janeiro de 2011   | 2 de outubro de 2015   | Dilma Rousseff            |
| 42 |                                     | Marcos Antonio Amaro dos Santos | Casa Militar                        | 2 de outubro de 2015   | 12 de maio de 2016     | Dilma Rousseff            |
| 43 |                                     | Sérgio Etchegoyen               | Gabinete de Segurança Institucional | 12 de maio de 2016     | 1 de janeiro de 2019   | Michel Temer              |
| 44 |                                     | Augusto Heleno                  | Gabinete de Segurança Institucional | 1 de janeiro de 2019   | 31 de dezembro de 2022 | Jair Bolsonaro            |
| 45 |                                     | Gonçalves Dias                  | Gabinete de Segurança Institucional | 1 de janeiro de 2023   | 19 de abril de 2023    | Luiz Inácio Lula da Silva |
| —  |                                     | Ricardo Cappelli (interino)     | Gabinete de Segurança Institucional | 19 de abril de 2023    | 4 de maio de 2023      | Luiz Inácio Lula da Silva |
| 46 |                                     | Marcos Antonio Amaro dos Santos | Gabinete de Segurança Institucional | 4 de maio de 2023      | —                      | Luiz Inácio Lula da Silva |